# 테런스 맥마누스
테런스 벨류 맥마누스(영어: Terence Bellew MacManus)는 19세기 아일랜드의 독립운동가이다.

## 생애
1811년 혹은 1823년경 아일랜드의 퍼마나에서 출생한 그는 잉글랜드의 리버풀로 이민을 가서 성공한 선박사업가가 되었다. 그러던 중 독립에 관심을 가지게 된 그는 아일랜드로 돌아와 영국과 아일랜드의 합병 관련 법을 폐지하는 것을 목적으로 하는 결사에 가입하였다. 그는 1848년경 윌리엄 스미스 오브라이언, 존 블레이크 딜런 등과 독립운동에 개시하지만 곧 반역죄로 체포된다.
그는 원래 사형을 받을 것이나 민심에 의하여 추방으로 형이 감형되었다. 그는 영국 정부에 의해 호주의 밴 디에먼으로 추방당하였다. 그러나 그는 머지 않아 밴 디에먼을 탈출하고 샌프란시스코로 밀항하였다. 그러나 그는 샌프란시스코에서 별다른 직업을 얻지 못하고 백수로 살다가 1861년경 고독사하였다.

## 명언
나는 영국에 충성하지 않는 것이 아니라, 아일랜드를 더 사랑했기 때문에 지금 당신 앞에 있습니다.

그가 1848년경 재판을 받을 때 한 말이다.